# Giro d'Italia de 1987
Giro d'Italia 1987 foi a septagésima edição da prova ciclística Giro d'Italia (Corsa Rosa), realizada entre os dias 21 de maio e 13 de junho de 1987.
A competição foi realizada em 22 etapas com um total de 3.911 km.
O vencedor foi o ciclista irlandês Stephen Roche. Largaram 180 ciclistas, e o vencedor conclui a prova com a velocidade média de 37,014 km/h.